# Hans Wilhelm von Bandemer
Hans Wilhelm von Bandemer (* 25. März 1725 in Hohenholz in Hinterpommern; † 2. November 1788 in Glatz) war ein preußischer Generalmajor.

## Leben

### Herkunft
Er war der Sohn von Hans Georg von Bandemer und dessen Ehefrau Barbara Diana, geborene von Rotenburg (Hohenstoltz). Sein Vater war Gutsbesitzers auf Buchow bei Stolpe.

### Militärkarriere
Im Jahre 1740 kam er in das Berliner Kadettenhaus und wurde am 1. Mai 1743 dem Infanterieregiment „von Münchow“ zugeteilt. Er wurde am 7. August 1744 Fähnrich und war während des Zweiten Schlesischen Krieges an der Belagerung von Prag und Kosel beteiligt. Im Februar 1748 wurde er Sekondeleutnant und am 7. Dezember 1756 Premierleutnant. Während der Schlacht bei  Kolin am 18. Juni 1757 wurde Bandemer am Kopf verletzt. In der Schlacht bei Leuthen wurde ihm der Fuß zerschossen, eine Verletzung die nicht mehr abheilte. 1759 wurde er zunächst Stabskapitän und dann im Oktober Kapitän.
Nach der für Preußen katastrophalen Niederlage im Gefecht bei Maxen bekam Bandemer den Auftrag, die Reste seines Bataillons in der Festung Schweidnitz neu zu formieren. Als die Festung aber am 1. Oktober 1761 erobert wurde, wurde auch Bandemer verwundet gefangen genommen. Er hatte Fort Nr. 4 zuvor tapfer verteidigt.
Seine Verletzungen machten ihn für den Felddienst untauglich und so wurde er nach dem Krieg am 1. November 1769 Oberstleutnant und Kommandant des Forts Preußen in der Festung Neiße. Am 2. September 1787 wurde er zum Oberst befördert und zum Kommandanten der Festung Glatz ernannt. In dieser Stellung folgte am 2. August 1788 seine Beförderung zum Generalmajor.
Bandemer verstarb im November 1788 in Glatz unverheiratet.